# Josef Winterhalder

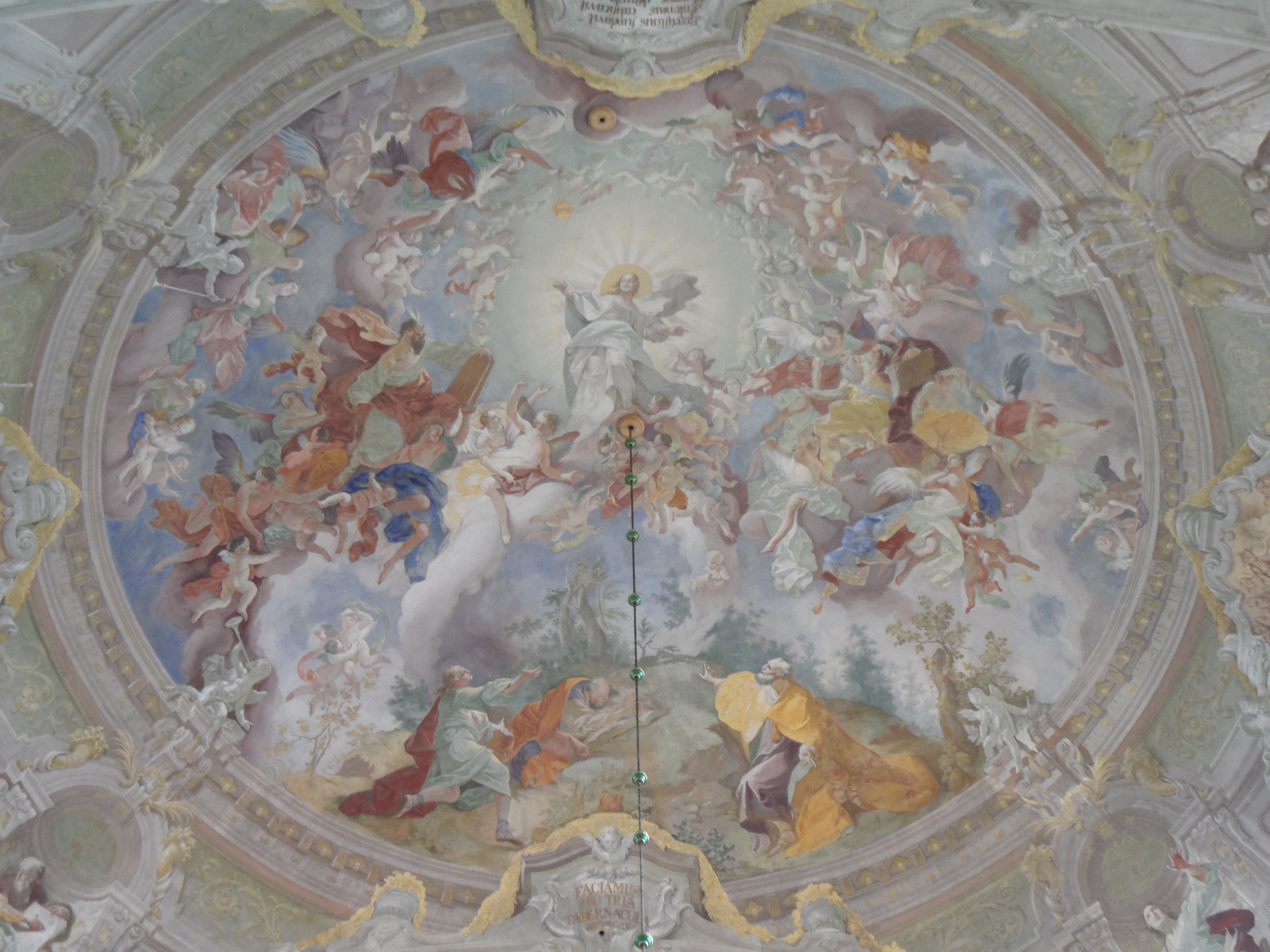
Freska Proměnění Páně na hoře Tábor, kostel sv. Petra a Pavla, Rajhrad (1776)

Josef Winterhalder mladší (25. ledna 1743 Vöhrenbach – 17. ledna 1807 Znojmo) byl rakouský malíř fresek, oltářních a závěsných obrazů.

## Život
Dětství a dospělost prožil ve Znojmě. Syn sochaře Josefa Michala Winterhaldera, byl v devíti letech poslán ke strýci Josefu Winterhalderovi st. Ten jej seznámil s uměním i osobnostmi vídeňské akademie (Daniel Gran, Johann Lucas Kracker). Reflexy jejich děl se později objevují v jeho díle. Rozhodující však byl vstup do dílny Franze Antona Maulbertsche, u něhož se učil 1764–1768. Zemřel roku 1807 ve Znojmě.

## Dílo
(N) – nezachovaná realizace, (S) – zachována signatura, (A) – sporné autorství

### Morava

#### Fresky

##### Kostely
- (1766) – podíl na freskové výmalbě klenby (čtyři Evangelisté v pendantivech) v kostele sv. Hyppolita, Znojmo (spolupráce s Maulbertschem)
- (1773–1775) – podíl na freskové výmalbě kleneb v bývalém poutním kostele Bičovaného Spasitele, Dyje[1]
- (1776) – fresky Proměnění Páně na hoře Tábor na klenbě presbytáře, čtyři Evangelisté v rozích a Předávání klíčů sv. Petrovi a Povolání učedníků na bočních stěnách tamtéž v benediktinském kostele sv. Petra a Pavla, Rajhrad

- (1774) – iluzivní malba oltáře s Apoteózou sv. Víta v presbytáři a iluzivní orámování kaple Bolestné Marie v kostele sv. Víta, Jemnice (S)
- (mezi roky 1780–1790) – iluzivní malba hlavního oltáře v kostele sv. Jiljí, Lukov (N)
- (1785) – iluzivní výmalba presbytáře v kostele sv. Jiří, Strachotice (N?)
- (1782–1784) – fresky Panna Marie Vítězná s Patriarchy a uctívanými svatým v lodi a Kristus a devět kůrů andělských očekávající Pannu Marii na trůnu v presbytáři v bývalém premonstrátském kostele Nanebevzetí P. Marie, Brno–Zábrdovice
- (1784) – iluzivní malba hlavního oltáře v kostele sv. Martina, Biskupice (N)
- (kol. 1785) – freska Křest Krista nad křtitelnicí v poutním kostele Navštívení Panny Marie, Lechovice
- (1787) – iluzivní malba hlavního oltáře s Apoteózou sv. Vavřince, iluzivní boční oltáře Panny Marie a sv. Valburgy a výzdoba oratoří a vchodů v kostele sv. Vavřince, Dačice (S–pouze hlavní oltář)
- (kol. 1789) – iluzivní malby hlavního a bočních oltářů v kostele sv. Michaela, Horní Kounice (N–dochován fragment mariánského oltáře)
- (1790) – iluzivní malba hlavního oltáře v kostele sv. Jakuba Staršího, Krhov (N)
- (1792) – iluzivní výmalba presbytáře v kostele Nejsvětější Trojice, Běhařovice
- (1797) – podíl na iluzivní malbě hlavního oltáře v kostele Narození Panny Marie, Přibyslavice (spolupráce s Vojtěchem Raddou, přemalováno)
- (1804) – iluzivní výmalba presbytáře a části lodi v kostele Povýšení sv. Kříže, Trstěnice
- fresková výmalba křestní kaple s výjevem Křtu Krista v kostele sv. Jiljí, Prosiměřice (N–částečně)
- iluzivní malby dvou bočních oltářů v kostele sv. Markéty, Chvalovice (N)

##### Ostatní církevní stavby
- (1765) – podíl na freskové výmalbě knihovny a letního refektáře v bývalém premonstrátském klášteře Louka, Znojmo (N) (spolupráce s F. A. Maulbertschem)
- (kol. 1777) – fresky Uvedení premonstrátského řádu do Zábrdovic a Zničení kláštera za husitských válek ve velké jídelně premonstrátské rezidence, Křtiny (N)
- (1778–1779) – fresky osobností a patronů kláštera na zdech letního refektáře v bývalém premonstrátském klášteře, Brno–Zábrdovice[2]

- (1789) – dekorativní fresková výmalba sálu a dvou místnost fary, Tasovice
- (1786–1787) – dekorativní fresková výmalba v interiérech bývalého domu křižovníků a červenou hvězdou, ul. Horní Česká 240, Znojmo (N–částečně)

- fresky na stropě knihovny v bývalém premonstrátském klášteře, Brno-Zábrdovice (N)

##### Světské stavby
- (1777) – freska Vývoj právního řádu na stropě sálu Zemských desek, Nová radnice, Brno
- (1789) – fresková výmalba slavnostního sálu zámku, Zdislavice (S)
- (1790) – alegorická fresková výmalba soudního sálu, Stará radnice, Brno (S)[3]
- (1790) – iluzivní fresková výmalba bočních stěn hlavního sálu Reduty, Brno (N)
- (1791) – podíl na freskové výmalbě slavnostního sálu zámku, Dukovany (S) (spolupráce s Václavem Weitzmannem)
- (mezi 1793–1796) – fresková výmalba zámecké kaple Neposkvrněného početí Panny Marie, Višňové (N)
- (1797–1798) – fresková výmalba na motivy Ovidiových Metamorfóz v sále zámku Schönwald, Jinošov (N)

#### Oltářní obrazy
- (1766) – obrazy sv. Jan Nepomucký a sv. Anna vyučující Pannu Marii na bočních oltářích v kostele sv. Hyppolita, Znojmo
- (1768) – obraz Zázrak v Sorianu na oltáři v boční kapli sv. Dominika v kostele Nalezení sv. Kříže, Znojmo

- (1769) – obraz Apoteóza sv. Bartoloměje na hlavním oltáři v kostele sv. Bartoloměje, Veselí nad Moravou (A–okruh?)
- (60. léta 18. století) – obraz Smrt sv. Rozálie na oltáři v kapli sv. Kříže při poutním kostele Narození P. Marie, Vranov
- (1770) – obraz Oslava sv. Klimenta na hlavním oltáři v kostele sv. Klimenta, Horní Břečkov (S)
- (1773) – obraz sv. Jakuba z hlavního oltáře a obraz Oslava sv. Jana Nepomuckého z bočního oltáře v kostele sv. Jakuba Většího, Želetice (S)
- (kol. 1773) – obrazy sv. Rozálie a sv. Máří Magdalény na bočních oltářích v bývalém dominikánském kostele sv. Michala, Brno
- (1776) – obraz sv. Cyrila a Metoděje z bočního oltáře v kostele sv. Jiří, Strachotice (N)
- (kol. 1777) – obrazy Oslava sv. Jana a Pavla a sv. Gilberta na bočním oltáři v poutním kostele Jména Panny Marie, Křtiny
- (1777–1779) – obrazy Svaté příbuzenstvo (1778), v nástavci Bůh Otec (1777) a Všichni svatí benediktinského řádu, v nástavci P. Marie (oba 1779) na bočních oltářích v benediktinském kostele sv. Petra a Pavla, Rajhrad
- (1778) – obraz Smrt sv. Josefa na bočním oltáři v poutním kostele Bičovaného Spasitele, Dyje[1]
- (před 1779) – obraz sv. Vendelína na bočním oltáři v poutním kostele Očišťování Panny Marie, Dub nad Moravou
- (po 1779) – obraz sv. Víta na hlavním oltáři a obraz Matky Boží z bočního oltáře v kostele sv. Víta, Dyjákovičky (N–obraz bočního oltáře)

- (70. léta 18. století) – obraz sv. Jan Nepomucký uctívající Pannu Marii s Ježíškem na bočním oltáři v kostele Nanebevzetí P. Marie, Vranov nad Dyjí (A)
- (70. léta 18. století) – obraz sv. Rodiny se sv. Kateřinou Sienskou? na hlavním oltáři v kostele sv. Trojice, Horní Dunajovice (A–F. A. Maulbertsch?)
- (1780) – obrazem sv. Jiljí na hlavním oltáři v kostele sv. Jiljí, Lukov
- (1782) – obrazy Vyučování Panny Marie (1782) a Zjevení sv. Jáchymovi (kol. 1782) na bočních oltářích v bývalém premonstrátském kostele Nanebevzetí P. Marie, Brno–Zábrdovice (S–obraz sv. Vyučování P. Marie)
- (1782) – obraz sv. Petra a Pavla z hlavního oltáře a obrazy Panny Marie a sv. Mikuláše z bočních oltářů v kostele sv. Petra a Pavla, Rudíkov (N)
- (po 1782) – obraz Ukřižovaného Krista na bočním oltáři v kostele sv. Maří Magdalény, Kuřim (přemalováno)
- (mezi roky 1782–1785) – obraz Oslava sv. Floriána v kapli sv. Floriána, Tulešice
- (1783) – obraz sv. Jiří z hlavního oltáře v kostele sv. Jiří, Strachotice (N)
- (před 1784) – obraz Křest Krista na hlavním oltáři v kostele sv. Jana Křtitele, Čechy pod Kosířem[4]
- (před 1784) – nástavcový obraz sv. Alžběty a predelové obrazy sv. Václava a sv. Norberta v kostele sv. Alžběty, Znojmo[5]
- (1784) – obraz sv. Martina na hlavním oltáři v kostele sv. Martina, Biskupice
- (kol. 1784) – obraz Nanebevzetí Panny Marie na hlavním oltáři kostela Nanebevzetí Panny Marie, Ivančice (S?)
- (1785) – obraz Všichni Svatí na hlavním oltáři a obraz sv. Anny z bočního oltáře v kostele Všech Svatých, Moravský Krumlov (N–obraz bočního oltáře)
- (kol. 1786) – obraz Křest Krista na hlavním oltáři v kostele sv. Jana Křtitele, Valtrovice
- (1787) – obraz sv. Kříže z hlavního oltáře v kostele Nalezení sv. Kříže, Chvalatice (N)
- (1788) – obraz Loučení sv. Petra se sv. Pavlem na hlavním oltáři v kostele sv. Petra a Pavla, Bobrová
- (80. léta 18. století) – obraz Apoteóza sv. Bartoloměje na hlavním oltáři a obrazy sv. Matěje a sv. Eleonory z bočních oltářů v kostele sv. Bartoloměje, Radostín nad Oslavou (N–obrazy z bočních oltářů)
- (80. léta 18. století) – obraz sv. Jana Nepomuckého na bočním oltáři v kostele sv. Jiří, Štítary, (A–Vojtěch Radda?, přemalováno)
- (1790) – obraz Archanděla Michaela na hlavním oltáři v kostele sv. Michaela, Horní Kounice
- (1790) – obraz sv. Martina na hlavním oltáři a obrazy Immaculaty a sv. Jana Nepomuckého na bočních oltářích v kostele sv. Martina, Šatov (S–pouze obraz hlavního oltáře)
- (1790) – obraz sv. Mikuláše z hlavního oltáře v původním kostele sv. Mikuláše, Tvarožná (N)
- (po 1790) – obraz Nanebevzetí Panny Marie na hlavním oltáři v kostele Nanebevzetí Panny Marie, Oleksovice
- (1792) – obraz sv. Jiří na hlavním oltáři v kostele sv. Jiří, Klentnice
- (kol. 1792) – obrazy Pieta a Zpověď královny Žofie z bočních oltářů a jejich predelové obrazy sv. Máří Magdalény a sv. Petra z Alkantary v kostele Nejsvětější Trojice, Běhařovice (predelové obrazy uloženy na faře)
- (po 1800) – obrazy sv. Augustina a sv. Jana Nepomuckého na bočních oltářích v bývalém augustiniánském kostele Zvěstování Panny Marie, Šternberk
- (1801) – obrazy sv. Cecílie a sv. Eduarda na bočních oltářích v kostele sv. Jakuba, Brtnice (S)
- (1802) – obraz sv. Jiljí na hlavním oltáři v kostele sv. Jiljí, Horní Slatina (S)
- (1804) – obrazy sv. Jana Nepomuckého a sv. Augustina na bočních oltářích a jejich predelové obrazy sv. Alžběty a sv. Antonína Paduánského v bývalém kostele voršilek sv. Josefa, Brno (N–pouze obraz sv. Augustina) (predelové obrazy uloženy mimo kostel)
- (1804) – obraz Panny Marie Bolestné z hlavního oltáře v kostele Panny Marie Bolestné, Načeratice (N)
- obraz Kristův křest v nástavci hlavního oltáře v kostele Stětí sv. Jana Křtitele, Starý Petřín
- obrazy sv. Rodiny a sv. Barbory z bočních oltářů v kostele Zvěstování P. Marie, Budeč (N)
- obraz sv. Jana Nepomuckého z bočního oltáře v kostele sv. Václava, Dukovany (N)
- obraz Narození Panny Marie z hlavního oltáře v kostele Narození Panny Marie, Neslovice (N)
- obraz sv. Jakuba z hlavního oltáře a obraz sv. Ignáce z bočního oltáře v kostele sv. Jakuba, Osová Bítýška (N)
- obrazy sv. Jana Nepomuckého a sv. Anny z bočních oltářů v kostele sv. Vavřince, Ruda nad Moravou (N?, depozitář)
- obraz sv. Martina z hlavního oltáře a obraz sv. Judy Tadeáše z bočního oltáře v kostele sv. Martina, Třešť (N)
- obraz Stětí sv. Jana Křtitele z hlavního oltáře v kostele Stětí sv. Jana Křtitele, Vrbovec (N)
- obraz sv. Markéty z hlavního oltáře v kostele sv. Markéty, Zhoř (N)

#### Křížové cesty
- (kol. 1775) – 14 obrazů křížové cesty v kostele sv. Mikuláše, Znojmo
- (70. léta 18. století) – 14 obrazů křížové cesty v kostele sv. Mikuláše, Oslavany[6]

#### Portrétní tvorba
- (kol. 1766) – portrét velmistra křižovníků s červenou hvězdou Antonína J. Suchánka, generalát Křižovníků, Praha
- (před 1784) – portrét posledního zábrdovického opata Michala Daniela Maraveho z premonstrátského kláštera, Brno-Zábrdovice (N)
- (1788) – portrét probošta křižovníků s červenou hvězdou Václava Bedřicha Hlavy a další dvojice portrétů, klášter křižovníků, Znojmo-Hradiště[7] (A–u ostatních dvou portrétů)

#### Obrazy v muzejních a ostatních sbírkách
- (po 1770) – obrazy čtyř Evangelistů a čtyř Církevních otců v premonstrátském klášteře, Nová Říše (S–sv. Matouš)[8]
- (po 1773) – obrazy Založení mikulovské kapituly kardinálem z Dietrichsteina a Rozšíření mikulovské kapituly, církevní majetek, Mikulov
- (1778) – obraz Vidění sv. Augustina a sv. Norberta, Moravská galerie, Brno
- (kol. 1778) – obraz Křest knížete Bořivoje (Svatopluka) sv. Cyrilem, Slezské zemské muzeum, Opava
- (1790) – obraz Loučení sv. Petra a Pavla, Muzeum Brněnska, Ivančice (S)[9]
- obraz sv. Jana Nepomuckého, Městské muzeum, Moravský Krumlov (A)[10]

#### Ostatní
- (1776) – oprava fresky Jana Jiřího Etgense v knihovně benediktinského kláštera, Rajhrad
- (70. léta 18. století) – malba Křest Krista na dně víka křtitelnice v kostele sv. Václava, Mikulov

### Slovensko
- (1763–1764) – podíl na freskové výmalbě zahradního sálu letohrádku hraběte Erdődyho, Bratislava (N) (spolupráce s F. A. Maulbertschem)

- (1766–1768) – podíl na freskové výmalbě zimní zahrady královského hradu, Bratislava (N) (spolupráce s A. Maulbertschem)
- (po 1770) – podíl na freskové výmalbě dvou sálů univerzity, Trnava (spolupráce s Josephem Hauzingerem a Vinzenzem Fischerem)
- (po 1770) – freska v kopuli kaple semináře sv. Štefana, Trnava (A)

### Rakousko
- (1764) – podíl na freskové výmalbě zbouraného poutního kostela Panny Marie, Kirchberg am Wagram (N) (spolupráce s F. A. Maulbertschem)
- (kol. 1764) – obraz Odpočinek na útěku do Egypta na bočním oltáři v kostele sv. Štěpána, Kirchberg a Wagram
- (1764) – podíl na freskové výmalbě kostela sv. Jakuba, Schwechat (N) (spolupráce A. Maulbertschem)
- (kol. 1764) – obraz k Loučení apoštolů s Kristem na bočním oltáři v kostele sv. Štěpána, Tulln an der Donau
- (1765–1766) – podíl na freskové výmalbě sálu zámku, Halbturn (spolupráce A. Maulbertschem)
- (před 1770) – podíl na cyklu obrazů v minoritském klášteře (Nanebevzetí Krista, Klanění pastýřů a Útěk do Egypta), Vídeň (spolupráce A. Maulbertschem)

- (1772) – podíl na freskové výmalbě dvorní kaple Hofburgu, Vídeň (N) (spolupráce A. Maulbertschem)
- (1775–1776) – fresková výmalba kaple zámku, Seefeld
- (1778) – podíl na freskové výmalbě v refektáři piaristického kolegia sv. Tekly, Vídeň (spolupráce s Martinem Rumlem)
- (mezi roky 1781–1785) – obraz Vidění sv. Josefa na hlavním oltáři kostel sv. Josefa, Tautendorf
- (1785) – obraz Apoteóza sv. Víta na hlavním oltáři v kostele sv. Víta, Hardegg

- (1785) – freska Triumf víry na klenbě knihovny v premonstrátském klášteře, Geras

### Maďarsko
- (kol. 1770) – obraz sv. Štěpána darující uherskou korunu Panně Marii na hlavním oltáři kostela sv. Štěpána, Dömös (A)
- (kol. 1770) – obraz Svaté rodiny s malým Janem Křtitelem na bočním oltáři v kostele sv. Antona, Komárom
- (1778–1780) – podíl na freskové výmalbě Auly univerzity v královském paláci, Budapešť (N) (spolupráce s Vinzenzem Fischerem)
- (1798–1800) – podíl na dokončování freskové výmalby podle Maulbertschových skic – Uvedení Panny Marie do chrámu na kopuli křížení a čtyři Evangelisté v pendentivech (1798–1800), Zvěstování Panně Marii na kopuli presbytáře a čtyři Církevní otcové na pendentivech (1798), fresky v kapitulní kapli (1800) v katedrále, Szombathely, zničeno roku 1945, (N–zachováno pouze v kapitulní kapli) (spolupráce s Martinem Michlem)
- (1800) – iluzivní hlavní oltář s obrazem Všech Svatých a freska Apoteóza ctností na klenbě v kostele Všech Svatých, Pinkamindszent
- (1800) – obraz sv. Máří Magdalény na hlavním oltáři v kostele sv. Máří Magdalény, Simaság